# Chamonix-Mont-Blanc
Chamonix-Mont-Blanc város Franciaország keleti részén. Auvergne-Rhône-Alpes régióban, és az itt található Haute-Savoie megyében.
Az Arve völgyében fekvő város az Alpok főbejárata, közvetlenül a legmagasabb csúcsok tövében fekszik, s szinte teljes egészében arra rendezkedett be, hogy a turistákat és a síelőket kiszolgálja. 1965 óta, a Mont Blanc alatt átvezető alagút megnyitásától Chamonix nagy forgalmú közlekedési csomópont.

## Története
Első írásos említése 1091-ből való.
1924-ben itt rendezték meg az első téli olimpiát, ahol Magyarországot négy sportoló képviselte.

## Demográfia
| Év   | Lakosság |
| ---- | -------- |
| 1793 | 1 830    |
| 1800 | 1 925    |
| 1806 | 1 949    |
| 1822 | 2 232    |
| 1838 | 2 528    |
| 1848 | 2 304    |
| 1858 | 2 308    |
| 1861 | 2 304    |
| 1866 | 2 415    |

| Év   | Lakosság |
| ---- | -------- |
| 1872 | 2 455    |
| 1876 | 2 406    |
| 1881 | 2 420    |
| 1886 | 2 450    |
| 1891 | 2 447    |
| 1896 | 2 435    |
| 1901 | 2 729    |
| 1906 | 3 482    |

| Év   | Lakosság |
| ---- | -------- |
| 1911 | 3 109    |
| 1921 | 3 040    |
| 1926 | 3 811    |
| 1931 | 4 446    |
| 1936 | 4 633    |
| 1946 | 5 883    |
| 1954 | 5 699    |
| 1962 | 7 213    |

| Év   | Lakosság |
| ---- | -------- |
| 1968 | 7 745    |
| 1975 | 8 393    |
| 1982 | 8 746    |
| 1990 | 9 701    |
| 1999 | 9 830    |
| 2006 | 9 195    |
| 2010 | 8 972    |

## Látnivalók
- Musée Alpin - a Mont Blanc meghódításának emlékeit bemutató múzeum.
- Maison de la Montagne - az alpesi vezetők testületének központja.
- Horace-Bénédict de Saussure szobra

A városból fogaskerekűvel vagy kötélpályán lehet eljutni a kiépített kilátókhoz:
- Mer de Glace – a „jégtengerhez” a Chemin de fer á crémaillère, vagyis a fogaskerekű vonat visz fel. A felső állomás, Montenvers 1913 méter magasságban van, a 14 kilométer hosszú gleccser mentén, innen kötélpálya visz egy jégbarlanghoz.

- Aiguille du Midi – az egyik leglátványosabb kirándulás, a kabinok helyenként 500 méterrel a szakadékok felett halad át. Az első állomás, a Plan de l’Aiguille 2310 méter magasan van, innen könnyen járható sétautak indulnak ki. A kötélpálya tovább halad a kettős csúcs felé, az Aigulle du Midi egyik csúcsa 3800, a másik 3842 méter magas. A végállomásról felvonó visz a csúcsig. Tovább haladva a hegyek között, egy másik kötélpálya visz Pointe Helbronner felé. Ezen a szakaszon a kabinok áthaladnak a Vallée Blanche és Glacier du Géant gleccsere felett. Innen újabb kötélpályán lehet tovább menni kelet felé, a Refuge Torino érintésével, La Palud végállomásra, amely már Olaszország területén van.

- Le Brévent – ez a kötélpálya a várostól északnyugatra visz fel a 2526 méter magas csúcsra, ahonnan belátni a Mont Blanc hegytömbjének nyugati, francia oldalát. 2062 méteren, Planpraz megállónál át kell szállni annak, aki a csúcsig akar feljutni.

- Mont Blanc-alagút – Európa egyik leghosszabb hegyi alagútjának franciaországi bejárata Chamonix közelében van.

## Testvérvárosok
- Courmayeur, 1966. május 22.
- Garmisch-Partenkirchen, 1973. január 6.
- Aspen, 1987. június 10.
- Cilaos, 1988. április 9.
- Fudzsijosida, 1978. október 9.
- Davos, 1990. június 23.

## Galéria

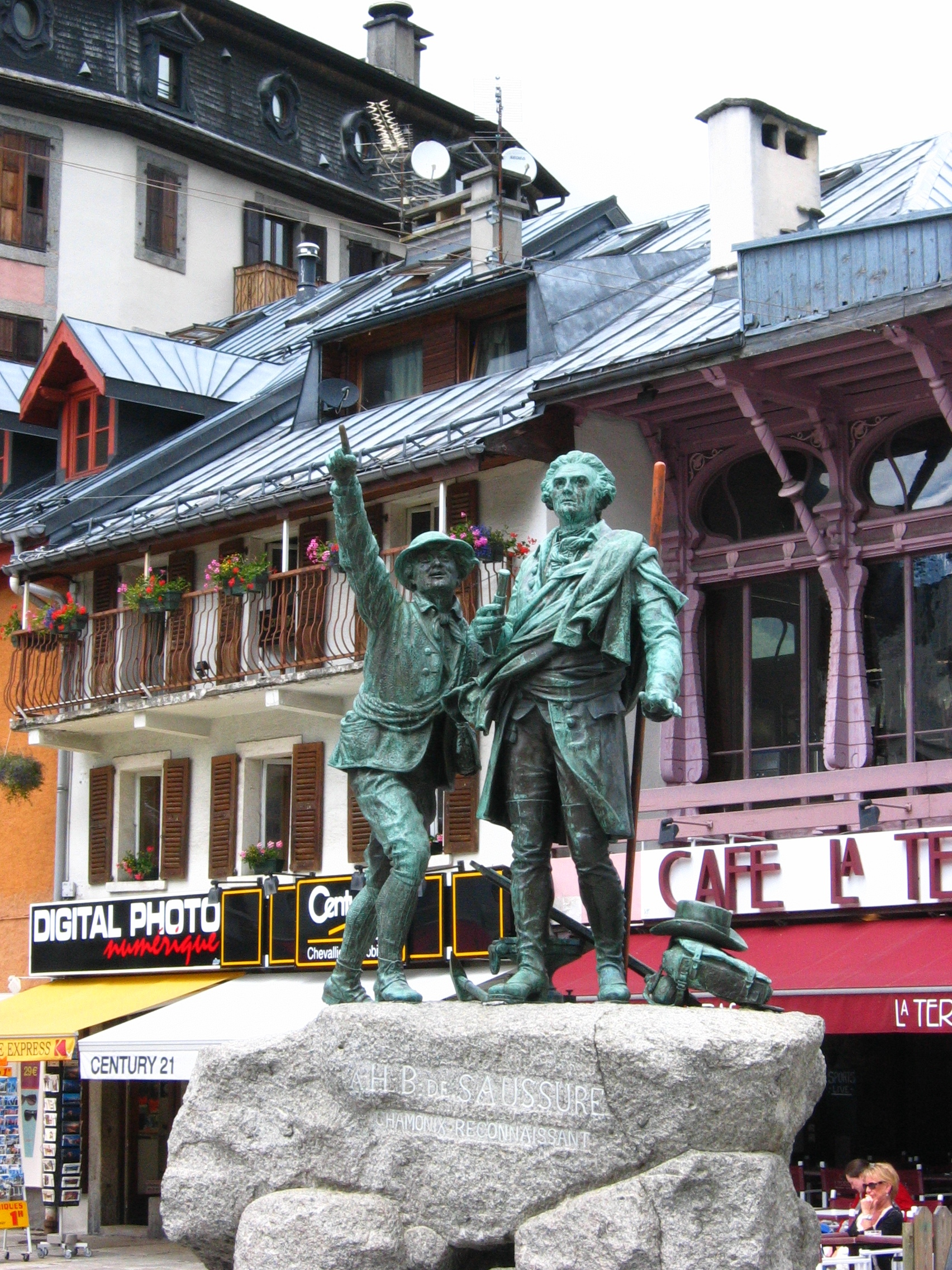
Horace-Bénédict de Saussure szobra
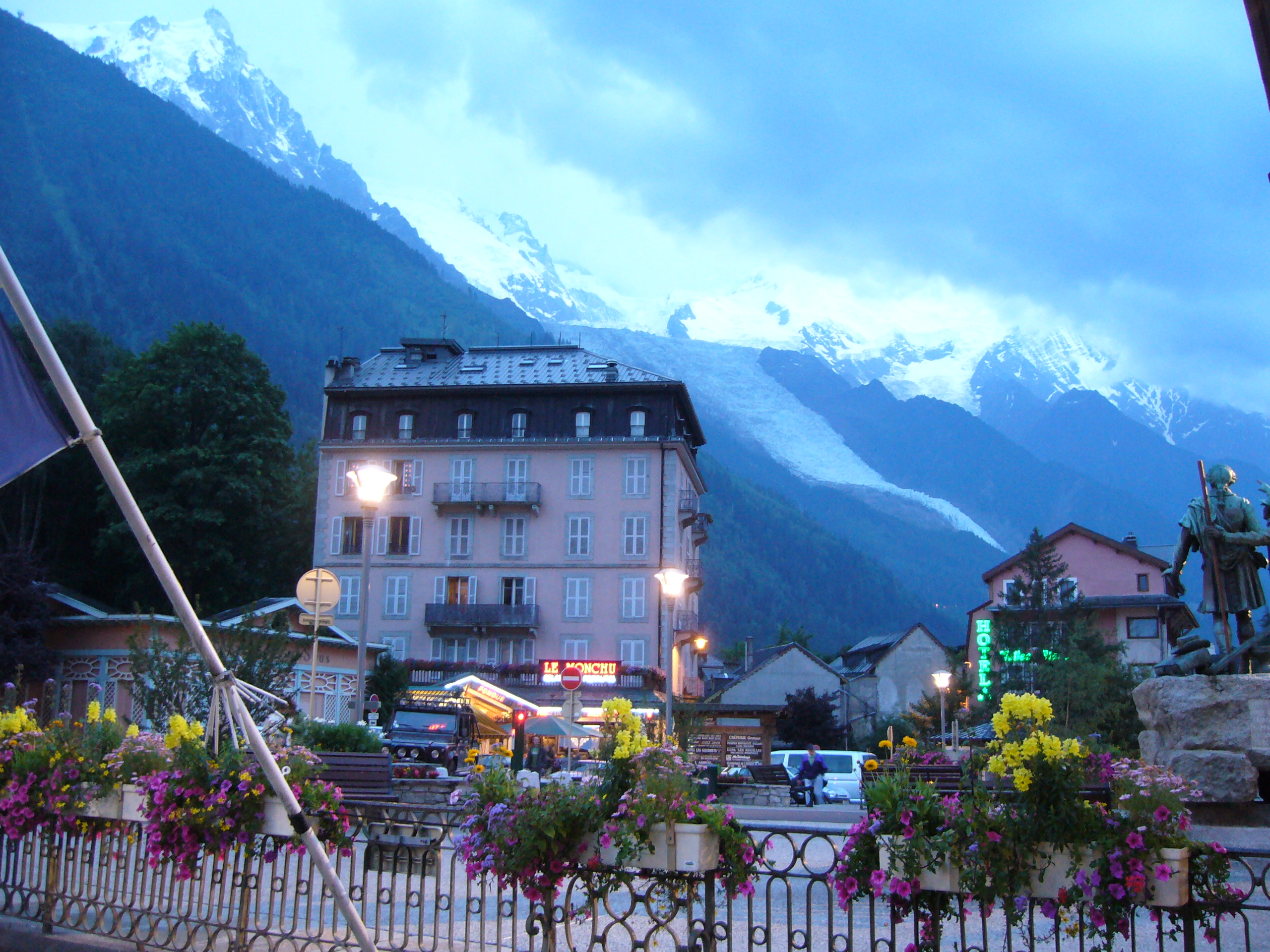
A város központja
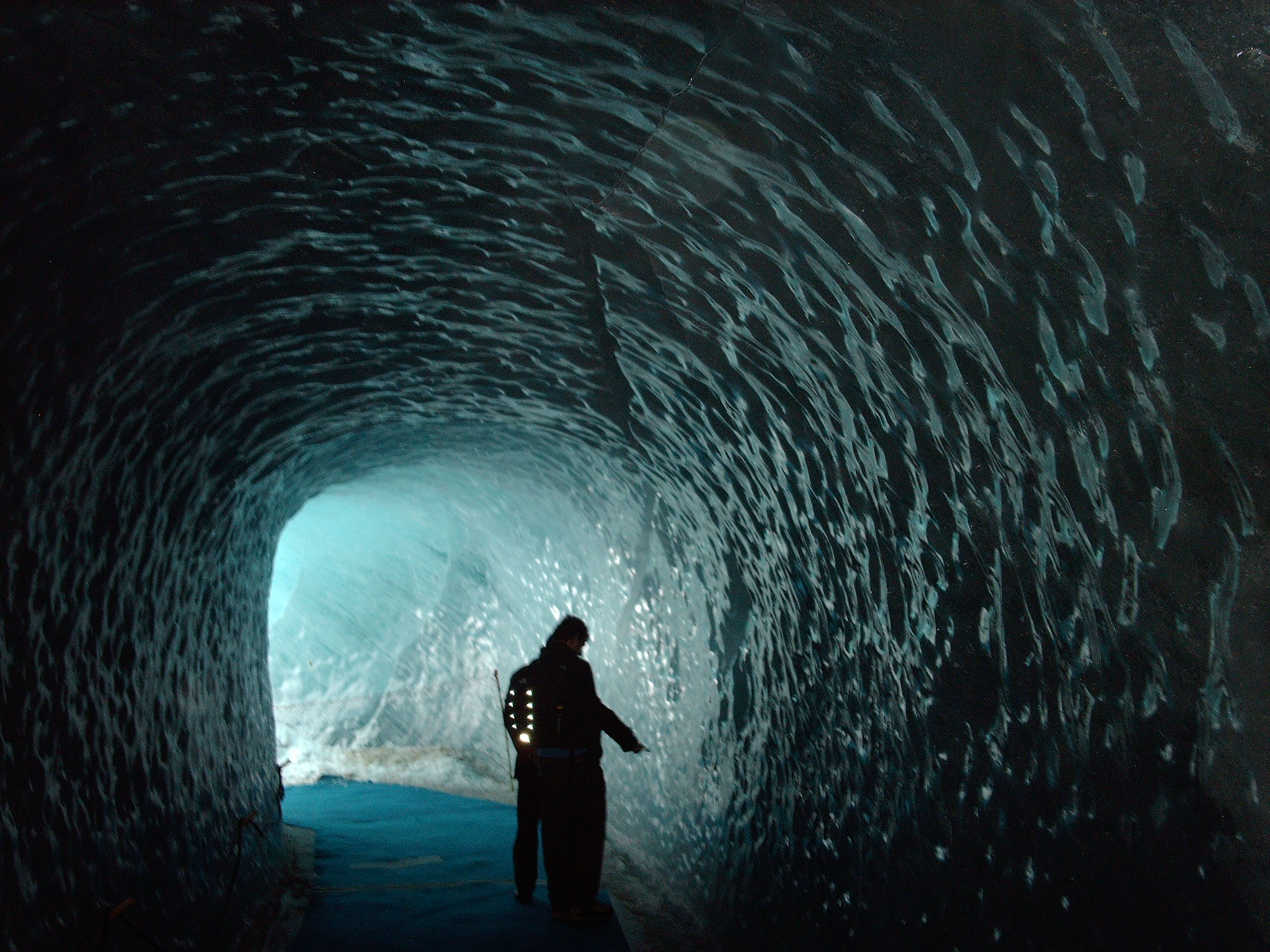
A montenvers-i jégbarlang